# Cantón de Murviel-lès-Béziers
El cantón de Murviel-lès-Béziers era una división administrativa francesa, que estaba situada en el departamento de Hérault y la región de Languedoc-Rosellón.

## Composición
El cantón estaba formado por once comunas:
- Autignac
- Cabrerolles
- Causses-et-Veyran
- Caussiniojouls
- Laurens
- Murviel-lès-Béziers
- Pailhès
- Puimisson
- Saint-Geniès-de-Fontedit
- Saint-Nazaire-de-Ladarez
- Thézan-lès-Béziers

## Supresión del cantón de Murviel-lès-Béziers
En aplicación del Decreto n.º 2014-258 de 26 de febrero de 2014, el cantón de Murviel-lès-Béziers fue suprimido el 22 de marzo de 2015 y sus 11 comunas pasaron a formar parte del nuevo cantón de Cazouls-lès-Béziers.